# Aruná

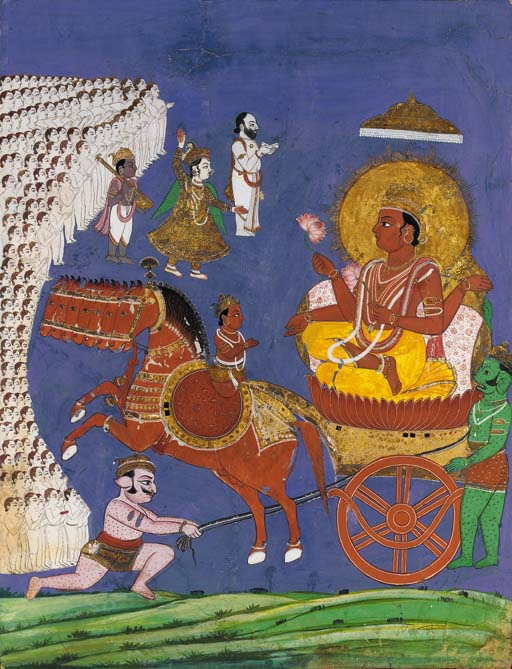
Suriá, el dios del Sol, recibe la adoración de las multitudes; pintura en miniatura de la escuela de Tanyore, siglo XIX. Sobre el caballo de siete cabezas, Aruná (sentado hacia atrás) hace reverencias al dios Suriá (sobre la cuadriga, a la derecha, con un aura rodeándole la cabeza).

En el marco de la mitología hinduista, Aruná es el dios que personifica el amanecer.
Es un cochero que conduce el carro de Suriá, el dios hinduista del Sol.
Aruná ha dado nombre al estado indio de Arunachal Pradesh, el ‘país de las montañas Aruná’, que son las montañas de esta región en las postrimerías de los Himalayas orientales, y que ya aparecen mencionadas en el Majábharata (texto épico-religioso del siglo III a. C.). También se puede traducir como ‘el país de las montañas iluminadas por el amanecer’.

## El nombre Aruná
- aruṇá, en el sistema AITS (alfabeto internacional para la transliteración del sánscrito).
- अरुण, en escritura devanagari del sánscrito.
- Pronunciación: /aruná/.[1]

### Etimología[1]
- aruná: de color marrón rojizo, pardo, rojo, rojizo (el color del amanecer en contraposición con la oscuridad de la noche). Según el Rig-veda (el texto más antiguo de la India, de mediados del II milenio a. C.).
  - arunā́ en el Rig-veda (5, 63, 6).
  - arunī́ en el Rig-veda (10, 61, 4).
- aruná: una especie de lepra con manchas rojas e insensibilidad de la piel; Átharva-veda 5, 22, 3 y 6, 20, 3
- aruná: el amanecer (personificado como el cochero del Sol); según las Leyes de Manu 10, 33
- aruná: un pequeño animal venenoso; según el Súsruta-samjita.
- aruná: perplejo; según lexicógrafos como Amara Simja, Jala Iudha y Jema Chandra.
- aruná: tonto; según lexicógrafos como Amara Simja, Jala Iudha y Jema Chandra.
- aruná: la planta Rottlera tinctoria. Según lexicógrafos como Amara Simja, Jala Iudha y Jema Chandra.
- aruná: melaza. Según lexicógrafos como Amara Simja, Jala Iudha y Jema Chandra.
- aruná: el color rojo; según el Bhágavata-purana (siglo XI d. C.).

## Otros Aruná
- Aruná Vaitajavia: nombre del poeta religioso autor del himno del Rig-veda 10, 91 (con el patronímico Vaita-Javia). Según el Rig-veda-anukramanika.
- Aruná: el Sol; según Shakataiana.
- Aruná: nombre de un maestro. Según el Shatápatha-bráhmana, el Taitiríia-samjita, y el Taitiríia-bráhmana.
- Aruná: nombre del sacerdote naga Ata; según el Taitiríia-bráhmana
- Aruná o Áruna: nombre de un alumno de Upaveshi; según el Shatápatha-bráhmana 14.
- Aruná: nombre de un hijo del dios Krisná; según el Bhágavata-purana (siglo XI d. C.).
- Aruná: nombre del daitia Mura; según el Bhágavata-purana.
- Aruná: nombre de un asura; según el Majábharata (texto épico-religioso del siglo III a. C.),16, 119.
- Aruná: nombre del padre de la fabulosa ave Yataiu, amigo del dios Rama que dio su vida por él. Según el Majábharata 3, 16045.

## Leyenda
Vinata fue una de las esposas del rishi (sabio vidente) Kasiapa, y ella tuvo con él muchos hijos. En una ocasión Vinata puso dos huevos. Kasiapa le prometió a Vinata que si ella lograba esperar a que los huevos maduraran, sus dos hijos llegarían a ser grandes personalidades.
Sin embargo, Vinata fue incapaz de controlar su impaciencia y rompió uno de los huevos antes de terminar de incubarlo. Del huevo roto surgió un intenso destello de luz rojiza como el amanecer, Aruná (‘el rojo’). Era tan radiante y rojizo como el sol de la mañana. Pero, debido a la ruptura prematura del huevo, Aruná no fue tan brillante como el sol del mediodía, como había prometido Kasiapa. En cambio el hermano menor de Aruná, Garudá, nació de manera normal, por lo que se convirtió en el principal vehículo del dios Visnú.
Aruná se considera a veces una parte de Suriá, ya que es la fuerza impulsora del camino del Sol en el cielo. En algunas leyendas, Aruná conduce la cuadriga del dios Suriá, mientras que en otros, es una manifestación energética de Suriá, que actúa como una señal de la venida del dios del Sol. También se le conoce como Anura en algunos contextos.
En el Ramaiana (siglo III a. C.), Aruná es el padre de Yataiu y de Sampati (rey de los buitres).

## Mitología comparada
A pesar de que este dios era masculino, la divinidad equivalente en el panteón griego sería la diosa de la aurora: Eos.
Según el Diccionario sánscrito-inglés de Monier-Williams, uno de los significados de Aruna es ‘baya de color rojo y negro de la planta retti: esto se asemejaría a la baya, «que cambió su color de rojo a negro» (Graves, 90, c) según lo descrito por el adivino Poliidos, que descubrió «un enjambre de abejas» (Graves, 90, d), así como un enjambre de abejas atacó a Aruná (según el Devi-bhágavata-purana 10, 13, 109-116).